# Liga Mistrzów UEFA (1997/1998)
VI Liga Mistrzów UEFA 1997/1998

(ang. UEFA Champions League)
XLIII Puchar Europy Mistrzów Klubowych 1997/1998

(ang. European Champion Clubs’ Cup)
LM 1997/1998 wygrał Real Madryt, który odzyskał trofeum po 32 latach przerwy. W finale rozegranym na Amsterdam ArenA Real pokonał Juventus F.C., który doszedł do finału 3 raz z rzędu. Obrońca tytułu, Borussia Dortmund doszła aż do półfinału, gdzie została wyeliminowana przez późniejszego triumfatora. Mistrz Polski, Widzew Łódź dotarł tylko do 2. rundy kwalifikacyjnej, gdzie za silna okazała się włoska Parma.

## I runda kwalifikacyjna
| Derry City – NK Maribor 0:2 i 0:1 1 23.07 1997 0:1 Židan 59, 0:2 Gajšer 77 2 30.07 1997 0:1 Drobne 49 |
| MFK Koszyce – Íþróttabandalag Akraness 3:0 i 1:0 1 23.07 1997 1:0 Semenik 30, 2:0 D. Toth 48, 3:0 Sovic 64 2 30.07 1997 1:0 Faktor 66 |
| FK Partizan – Croatia Zagrzeb 1:0 i 0:5 1 23.07 1997 1:0 Isailović 84 2 30.07 1997 0:1 Marić 13, 0:2 Cvitanović 15, 0:3 Viduka 24, 0:4 Marić 42, 0:5 Cvitanović 69,                                                                                                  |
| Valletta FC – Skonto FC 1:0 i 0:2 1 23.07 1997 1:0 L. Galea 15 2 30.07 1997 0:1 Astafijevs 14, 0:2 Micholap 26 |
| Pjunik Erywań – MTK Budapeszt 0:2 i 3:4 1 23.07 1997 0:1 Illés 83, 0:2 Illés 89 2 30.07 1997 0:1 Illés 18, 0:2 Halmai 41, 0:3 Preisinger 47, 0:4 Kuttor 74, 1:4 Sanamjan 81, 2:4 Szachgeldjan 85, 3:4 Sanamjan 86,                                                   |
| Crusaders F.C. – Dinamo Tbilisi 1:3 i 1:5 1 23.07 1997 0:1 Kiknadze 31, 0:2 Gogichaishvili 50, 0:3 Mudżiri 65, 1:3 Baxter 71 2 30.07 1997 0:1 Iaszwili 21, 0:2 Iaszwili 36, 0:3 Mudżiri 44, 1:3 Hunter 61, 1:4 Mudżiri 63, 1:5 Chomeriki 83                          |
| Siłeks Kratowo – Beitar Jerozolima 1:0 i 0:3 1 23.07 1997 1:0 Karanfilowski 54k 2 30.07 1997 0:1 Sallói 5, 0:2 Ghana 35, 0:3 Hamar 56 |
| Steaua Bukareszt – CSKA Sofia 3:3 i 2:0 1 23.07 1997 1:0 Rotariu 8, 1:1 I. Andonow 47, 1:2 Nankow 49, 1:3 Nankow 67, 2:3 Lacatus 71, 3:3 C. Munteanu 83 2 30.07 1997 1:0 Serban 35, 2:0 Reghecampf 49                                                                |
| Constructorul Kiszyniów – MPKC Mozyrz 1:1 i 2:3 1 23.07 1997 1:0 Apachitei 18, 1:1 Beriszwili 23k 2 30.07 1997 0:1 Denisiuk 7, 1:1 Aleksa 32, 1:2 Beriszwili 53, 2:2 Komlionok 67, 2:3 Kusznir 69                                                                    |
| Tallinna FC Lantana – Jazz Pori 0:2 i 0:1 1 23.07 1997 0:1 Nieminen 5, Nieminen 78 2 30.07 1997 0:1 Marco 65 |
| GÍ Gøta – Rangers 0:5 i 0:6 1 23.07 1997 0:1 Negri 16, 0:2 Durie 23, 0:3 McCoist 67, 0:4 Durie 78, 0:5 McCoist 90 2 30.07 1997 0:1 Durie 22, 0:2 Negri 42, 0:3 McCoist 48, 0:4 Jörg Albertz 58, 0:5 Ferguson 84, 0:6 Negri 90                                        |
| Neftçi PFK – Widzew Łódź 0:2 i 0:8 1 23.07 1997 0:1 Terlecki 21, 0:2 Dembiński 44 2 30.07 1997 0:1 Szarpak 5, 0:2 Kobylański 8, 0:3 Zając 15, 0:4 Dembiński 25, 0:5 Dembiński 30, 0:6 Curtianu 68, 0:7 Szarpak 70k, 0:8 Szarpak 76,                                  |
| Dynamo Kijów – Barry Town 2:0 i 4:0 1 23.07 1997 1:0 Rebrow 12, 2:0 Maksimow 83 2 30.07 1997 1:0 Biełkiewicz 53, 2:0 Maksimow 67, 3:0 Maksimow 78, 4:0 Waszczuk 80                                                                                                   |
| FC Sion – Jeunesse Esch 4:0 i 1:0 1 23.07 1997 1:0 Lipawsky 5, 2:0 Seoane 15, 3:0 Lipawsky 45, 4:0 Derivaz 61 2 30.07 1997 1:0 Zambaz 88 |
| Anorthosis Famagusta – FK Kareda 3:0 i 1:1 1 23.07 1997 1:0 Krčmarević 20, 2:0 Okkas 51, 3:0 Okkas 80 2 30.07 1997 1:0 V. Mihajlović 16, 1:1 Mikalajunas 22 |
| Wolny los: AC Parma, FC Barcelona, Paris Saint-Germain, Bayer 04 Leverkusen, Feyenoord, Sporting CP, Newcatle United, Galatasaray SK, Beşiktaş JK, Olympiakos SFP, Austria Salzburg, Spartak Moskwa, Lierse SK, Brøndby IF, IFK Göteborg, Rosenborg BK, Sparta Praga |

## II runda kwalifikacyjna
| MTK Budapeszt – Rosenborg BK 0:1 i 1:3 1 13.08 1997 1:0 Egressy 10, 1:1 Rushfeldt 14, 1:2 Brattbakk 30, 2:2 Egressy 45, 3:2 Kenesei 49 mecz został przerwany w 67 minucie przy stanie 3:2 z powodu awarii światła 1 14.08 1997 0:1 Rushfeldt 88 (powtórka przerwanego meczu) 2 27.08 1997 0:1 Jakobsen 14, 0:2 Jakobsen 16, 1:2 Kuttor 77, 1:3 Brattbakk 84 |
| Beşiktaş JK – Maribor Branik 0:0 i 3:1 1 13.08 1997 2 27.08 1997 1:0 Mehmet 45, 2:0 Amokachi 60, 3:0 Tayfur 62, 3:1 Židan 86 |
| FC Sion – Galatasaray SK 1:4 i 1:4 1 13.08 1997 0:1 Milton 4s, 0:2 Arif 9, 1:2 Lonfat 32, 1:3 A. Hie 61, 1:4 Suât 86 2 27.08 1997 0:1 A. Ille 40, 0:2 A. Ille 52, 0:3 A. Ille 56, 0:4 Faith 61, 1:4 Guanara 70 |
| Olympiakos SFP – MPKC Mozyrz 5:0 i 2:2 1 13.08 1997 1:0 Niniadis 59, 2:0 Gogić 63, 3:0 Gogić 67, 4:0 Georgatos 75, 5:0 Alexandris 83 2 27.08 1997 0:1 Beriszwili 5, 1:1 Anatolakis 9, 1:2 Kusznir 19, 2:2 Niniadis 54 |
| Austria Salzburg – Sparta Praga 0:0 i 0:3 1 13.08 1997 2 27.08 1997 0:1 Baranek 28, 0:2 Lokvenc 43, 0:3 Z. Svoboda 66 |
| IFK Göteborg – Rangers 3:0 i 1:1 1 13.08 1997 1:0 Pettersson 55, 2:0 Karlsson. 58, 3:0 Eriksson 89 2 27.08 1997 0:1 Miller 24, 1:1 R. Andersson 49 |
| FC Barcelona – Skonto FC 3:2 i 1:0 1 13.08 1997 0:1 Babiczevs 25, 1:1 Giovanni 26, 1:2 Abelardo 46s, 2:2 Giovanni 70, 3:2 Stoichkov 90k 2 27.08 1997 1:0 Andersen 58 |
| Brøndby IF – Dynamo Kijów 2:4 i 1:0 1 13.08 1997 0:1 Gusin 8, 1:1 Bagger 22, 1:2 Szewczenko 35, 1:3 Rebrow 74, 1:4 Hołowko 81, 2:4 Daugaard 87k 2 27.08 1997 1:0 Colding 19 |
| Newcatle United – Croatia Zagrzeb 2:1 i 2:2 (dog) 1 13.08 1997 1:0 Baresford 22, 1:1 Cvitanovic 51, 2:1 Baresford 76 2 27.08 1997 1:0 Asprilla 44k, 1:1 Šinuć 59, 1:2 Cvitanovic 90, 2:2 Kecbaja 120 |
| Feyenoord – Jazz Pori 6:2 i 2:1 1 13.08 1997 1:0 van Gastel 14k, 2:0 Vos 22, 2:1 Marco 28, 3:1 Vos 39, 4:1 P. Sánchez 58, 5:1 van Gastel 65k, 5:2 Marco 70, 6:2 van Bronckhorst 85 2 27.08 1997 1:0 Boateng 21, 1:1 Laaksonen 37, 2:1 van Gastel 90 |
| Bayer 04 Leverkusen – Dinamo Tbilisi 6:1 i 0:1 1 13.08 1997 1:0 Lehnhoff 6, 2:0 Ramelov 44, 3:0 Meijer 47, 4:0 Kirsten 56, 4:1 Jashvili 59, 5:1 Meijer 62, 6:1 Rink 86 2 27.08 1997 0:1 Mudżiri 11 |
| 1. FC Košice – Spartak Moskwa 2:1 i 0:0 1 13.08 1997 1:0 Koziej 16, 1:1 Dmitriew 37, 2:1 Kozak 43k 2 27.08 1997 |
| Steaua Bukareszt – Paris Saint-Germain 3:0vo i 0:5 1 13.08 1997 0:1 Guerin 19, 1:1 Rotariu 54k, 1:2 Maurice 65, 2:2 Serban 71, 3:2 Lacatus 78 (mecz zweryfikowany został na walkower 3:0, gdyż w drużynie PSG grał zawieszony piłkarz) 2 27.08 1997 0:1 Rai 2k, 0:2 Rai 22, 0:3 Simone 32, 0:4 Maurice 41, 0:5 Rai 55,                                      |
| Widzew Łódź – AC Parma 1:3 i 0:4 1 13.08 1997 0:1 Chiesa 28, 0:2 Chiesa 47, 0:3 Chiesa 49, 1:3 Michalczuk 53 2 27.08 1997 0:1 Pedros 37, 0:2 Sensini 41, 0:3 Sensini 53, 0:4 Adailton 79 |
| Beitar Jerozolima – Sporting CP 0:0 i 0:3 1 13.08 1997 2 27.08 1997 0:1 Jordanow 5, 0:2 Leandro 55, 0:3 Leandro 63 |
| Anorthosis Famagusta – Lierse SK 2:0 i 0:3 1 13.08 1997 1:0 Okkas 42, 2:0 V. Mihajlović 90 2 27.08 1997 0:1 van Meir 22k, 0:2 Hasenhüttl 47, 0:3 Haagdoren 84 |
| Bez gry do fazy grupowej: Borussia Dortmund, Juventus F.C., Real Madryt, AS Monaco, Bayern Monachium, PSV Eindhoven, FC Porto, Manchester United |

## Faza grupowa
Do ćwierćfinału awansowali zwycięzcy grup oraz dwa najlepsze kluby spośród tych, które w swoich grupach zajęły drugie miejsce.

### Grupa A
| Galatasaray SK – Borussia Dortmund 0:1 (0:0) - 17.09 1997 0:1 Chapuisat 74                                                                 |
| Sparta Praga – AC Parma 0:0 - 17.09 1997                                                                                                   |
| AC Parma – Galatasaray SK 2:0 (2:0) - 01.10 1997 1:0 Sensini 24, 2:0 Crespo 39                                                             |
| Borussia Dortmund – Sparta Praga 4:1 (1:0) - 01.10 1997 1:0 Herrlich 20, 2:0 Chapuisat 59, 3:0 Heinrich 69, 4:0 Chapuisat 75, 4:1 Siegl 76 |
| AC Parma – Borussia Dortmund 1:0 (0:0) - 22.10 1997 1:0 Crespo 62                                                                          |
| Sparta Praga – Galatasaray SK 3:0 (1:0) - 22.10 1997 1:0 Siegl 34, 2:0 Gabriel 66, 3:0 Obajdin 87                                          |
| Galatasaray SK – Sparta Praga 2:0 (0:0) - 05.11 1997 1:0 Tugay 58, 2:0 Tugay 86                                                            |
| Borussia Dortmund – AC Parma 2:0 (0:0) - 05.11 1997 1:0 A. Möller 50, A. Möller 75                                                         |
| AC Parma – Sparta Praga 2:2 (1:0) - 27.11 1997 1:0 Chiesa 22, 1:1 Novotny 87, 1:2 Obajdin 89, 2:2 Chiesa 90k                               |
| Borussia Dortmund – Galatasaray SK 4:1 (2:0) - 27.11 1997 1:0 But 22, 2:0 Herrlich 34, 3:0 Zorc 48, 4:0 Zorc 86k, 4:1 Ergün 87             |
| Sparta Praga – Borussia Dortmund 0:3 (0:1) - 10.12 1997 0:1 A. Möller 29, 0:2 Kirovski 47, 0:3 Booth 71                                    |
| Galatasaray SK – AC Parma 1:1 (0:0) - 10.12 1997 0:1 Chiesa 47, 1:1 A. Ilie 52                                                             |

| Poz | Klub              | Mecze | Zw | Rem | Por | Pkt | BrZd | BrStr |
| --- | ----------------- | ----- | -- | --- | --- | --- | ---- | ----- |
| 1   | Borussia Dortmund | 6     | 5  | 0   | 1   | 15  | 14   | 3     |
| 2   | AC Parma          | 6     | 2  | 3   | 1   | 9   | 6    | 5     |
| 3   | Sparta Praga      | 6     | 1  | 2   | 3   | 5   | 6    | 11    |
| 4   | Galatasaray SK    | 6     | 1  | 1   | 4   | 4   | 4    | 11    |

### Grupa B
| Juventus F.C. – Feyenoord 5:1 (3:0) - 17.09 1997 1:0 Del Piero 3, 2:0 Del Piero 11k, 3:0 Inzaghi 34, 3:1 van Gastel 58k, 4:1 Zidane 67, 5:1 Birindelli 81 |
| 1. FC Košice – Manchester United 0:3 (0:1) - 17.09 1997 0:1 Irwin 30, 0:2 Berg 61, 0:3 Cole 88                                                            |
| Feyenoord – 1. FC Košice 2:0 (2:0) - 01.10 1997 1:0 van Gastel 26k, 2:0 J. Cruz 35                                                                        |
| Manchester United – Juventus F.C. 3:2 (1:1) - 01.10 1997 0:1 Del Piero 1, 1:1 Sheringham 38, 2:1 Scholes 69, 3:1 Giggs 90, 3:2 Zidane 90                  |
| Manchester United – Feyenoord 2:1 (1:0) - 22.10 1997 1:0 Scholes 32, 2:0 Irwin 72k, 2:1 Vos 83                                                            |
| 1. FC Košice – Juventus F.C. 0:1 (0:1) - 22.10 1997 0:1 Del Piero 34                                                                                      |
| Feyenoord – Manchester United 1:3 (0:2) - 05.11 1997 0:1 Cole 31, 0:2 Cole 44, 0:3 Cole 75, 1:3 Korniejew 88                                              |
| Juventus F.C. – 1. FC Košice 3:2 (1:0) - 05.11 1997 1:0 Del Piero 43, 2:0 Amoruso 59, 2:1 Ljubarskij 66, 3:1 Fonseca 61, 3:2 Penara 71s                   |
| Feyenoord – Juventus F.C. 2:0 (0:0) - 26.11 1997 1:0 J. Cruz 67, 2:0 J. Cruz 88                                                                           |
| Manchester United – 1. FC Košice 3:0 (1:0) - 27.11 1997 1:0 Cole 40, 2:0 Faktor 85s, 3:0 Sheringham 90                                                    |
| 1. FC Košice – Feyenoord 0:1 (0:0) - 10.12 1997 0:1 van Bronckhorst 81                                                                                    |
| Juventus F.C. – Manchester United 1:0 (0:0) - 10.12 1997 1:0 Inzaghi 84                                                                                   |

| Poz | Klub              | Mecze | Zw | Rem | Por | Pkt | BrZd | BrStr |
| --- | ----------------- | ----- | -- | --- | --- | --- | ---- | ----- |
| 1   | Manchester United | 6     | 5  | 0   | 1   | 15  | 14   | 5     |
| 2   | Juventus F.C.     | 6     | 4  | 0   | 2   | 12  | 12   | 8     |
| 3   | Feyenoord         | 6     | 3  | 0   | 3   | 9   | 8    | 10    |
| 4   | 1. FC Košice      | 6     | 0  | 0   | 6   | 0   | 2    | 13    |

### Grupa C
| PSV Eindhoven – Dynamo Kijów 1:3 (1:1) - 17.09 1997 0:1 Maksimow 33, 1:1 Jonk 40, 1:2 Rebrow 47, 1:3 Szewczenko 90                          |
| Newcastle United – FC Barcelona 3:2 (2:0) - 17.09 1997 1:0 Asprilla 22k, 2:0 Asprilla 31, 3:0 Asprilla 49, 3:1 Luis Enrique 73, 3:2 Figo 89 |
| FC Barcelona – PSV Eindhoven 2:2 (0:0) - 01.10 1997 1:0 Luis Enrique 61, 1:1 Cocu 70, 2:1 Luis Enrique 74, 2:2 P. Möller 86                 |
| Dynamo Kijów – Newcastle United 2:2 (2:0) - 01.10 1997 1:0 Rebrow 4, 2:0 Szewczenko 28, 2:1 Beresford 78, 2:2 Beresford 85                  |
| PSV Eindhoven – Newcastle United 1:0 (1:0) - 22.10 1997 1:0 Jonk 38                                                                         |
| Dynamo Kijów – FC Barcelona 3:0 (2:0) - 22.10 1997 1:0 Rebrow 6, 2:0 Maksimow 32, 3:0 Kalitwincew 65                                        |
| Newcastle United – PSV Eindhoven 0:2 (0:1) - 05.11 1997 0:1 Nilis 33, 0:2 de Bilde 90                                                       |
| FC Barcelona – Dynamo Kijów 0:4 (0:3) - 05.11 1997 0:1 Szewczenko 9, 0:2 Szewczenko 32, 0:3 Szewczenko 44k, 0:4 Rebrow 79                   |
| FC Barcelona – Newcastle United 1:0 (1:0) - 26.11 1997 1:0 Giovanni 17                                                                      |
| Dynamo Kijów – PSV Eindhoven 1:1 (1:0) - 27.11 1997 1:0 Rebrow 19, 1:1 de Bilde 65                                                          |
| PSV Eindhoven – FC Barcelona 2:2 (0:1) - 10.12 1997 0:1 Abelardo 32, 1:1 Abelardo 54s, 2:1 de Bilde 56, 2:2 Giovanni 67                     |
| Newcastle United – Dynamo Kijów 2:0 (2:0) - 10.12 1997 1:0 Barnes 10, 2:0 Pearce 21                                                         |

| Poz | Klub             | Mecze | Zw | Rem | Por | Pkt | BrZd | BrStr |
| --- | ---------------- | ----- | -- | --- | --- | --- | ---- | ----- |
| 1   | Dynamo Kijów     | 6     | 3  | 2   | 1   | 11  | 13   | 6     |
| 2   | PSV Eindhoven    | 6     | 2  | 3   | 1   | 9   | 9    | 8     |
| 3   | Newcastle United | 6     | 2  | 1   | 3   | 7   | 7    | 8     |
| 4   | FC Barcelona     | 6     | 1  | 2   | 3   | 5   | 7    | 14    |

### Grupa D
| Real Madryt – Rosenborg BK 4:1 (3:1) - 17.09 1997 1:0 Panucci 7, 1:1 Jakobsen 22, 2:1 Ze Roberto 39, 3:1 Raúl 43, 4:1 Morientes 83                          |
| Olympiakos SFP – FC Porto 1:0 (1:0) - 17.09 1997 1:0 Giannakopoulos 6                                                                                       |
| FC Porto – Real Madryt 0:2 (0:1) - 01.10 1997 0:1 Hierro 14, 0:2 Raúl 78                                                                                    |
| Rosenborg BK – Olympiakos SFP 5:1 (3:0) - 01.10 1997 1:0 Brattbakk 13, 2:0 Strand 33, 3:0 Strand 43, 4:0 Rushfeldt 56, 4:1 Ofori-Ouaye 69, 5:1 Brattbakk 79 |
| Rosenborg BK – FC Porto 2:0 (2:0) - 22.10 1997 1:0 Rushfeldt 10, 2:0 Brattbakk 37                                                                           |
| Real Madryt – Olympiakos SFP 5:1 (2:1) - 22.10 1997 0:1 Dabizas 19, 1:1 Šuker 33k, 2:1 Morientes 44, 3:1 Šuker 67k, 4:1 Victor 86, 5:1 Roberto Carlos 90    |
| FC Porto – Rosenborg BK 1:1 (1:0) - 05.11 1997 1:0 Jardel 8, 1:1 Strand 88                                                                                  |
| Olympiakos SFP – Real Madryt 0:0 - 05.11 1997 |
| Rosenborg BK – Real Madryt 2:0 (1:0) - 27.11 1997 1:0 Strand 42, 2:0 Brattbakk 53                                                                           |
| FC Porto – Olympiakos SFP 2:1 (1:1) - 27.11 1997 0:1 Georgatos 25, 1:1 Jardel 29, 2:1 Jardel 52                                                             |
| Real Madryt – FC Porto 4:0 (2:0) - 10.12 1997 1:0 Hierro 6, 2:0 Šuker 30, 3:0 Roberto Carlos 50, 4:0 Šuker 73k                                              |
| Olympiakos SFP – Rosenborg BK 2:2 (0:0) - 10.12 1997 1:0 Mavrogenidis 48, 1:1 Rushfeldt 49, 1:2 Rushfeldt 69, 2:2 P. Dżordżević 88                          |

| Poz | Klub           | Mecze | Zw | Rem | Por | Pkt | BrZd | BrStr |
| --- | -------------- | ----- | -- | --- | --- | --- | ---- | ----- |
| 1   | Real Madryt    | 6     | 4  | 1   | 1   | 13  | 15   | 4     |
| 2   | Rosenborg BK   | 6     | 3  | 2   | 1   | 11  | 13   | 8     |
| 3   | Olympiakos SFP | 6     | 1  | 2   | 3   | 5   | 6    | 14    |
| 4   | FC Porto       | 6     | 1  | 1   | 4   | 4   | 3    | 11    |

### Grupa E
| Bayern Monachium – Beşiktaş JK 2:0 (1:0) - 17.09 1997 1:0 Helmer 3, 2:0 Basler 70                                                                     |
| Paris Saint-Germain – IFK Göteborg 3:0 (1:0) - 17.09 1997 1:0 N’Gotty 27, 2:0 Lucić 51s, 3:0 Rai 82k                                                  |
| IFK Göteborg – Bayern Monachium 1:3 (0:2) - 01.10 1997 0:1 Jancker 2, 0:2 D. Hamann 35, 1:2 Lucić 86, 1:3 Elber 90                                    |
| Beşiktaş JK – Paris Saint-Germain 3:1 (2:0) - 01.10 1997 1:0 Oktay 5, 2:0 Oktay 42, 2:1 Simone 66, 3:1 Ertugrul 83                                    |
| Beşiktaş JK – IFK Göteborg 1:0 (1:0) - 22.10 1997 1:0 Oktay 6                                                                                         |
| Bayern Monachium – Paris Saint-Germain 5:1 (2:0) - 22.10 1997 1:0 Elber 4, 2:0 Jancker 21, 3:0 Jancker 47, 3:1 Simone 48, 4:1 Helmer 51, 5:1 Elber 73 |
| IFK Göteborg – Beşiktaş JK 2:1 (2:1) - 05.11 1997 1:0 Pettersson 18k, 2:0 R. Andersson 23, 2:1 Oktay 45                                               |
| Paris Saint-Germain – Bayern Monachium 3:1 (1:1) - 05.11 1997 1:0 Gava 18, 1:1 Babbel 29, 2:1 Maurice 73, 3:1 Leroy 75                                |
| Beşiktaş JK – Bayern Monachium 0:2 (0:2) - 26.11 1997 0:1 Jancker 5, 0:2 Helmer 31                                                                    |
| IFK Göteborg – Paris Saint-Germain 0:1 (0:0) - 26.11 1997 0:1 Rabesandratana 88                                                                       |
| Bayern Monachium – IFK Göteborg 0:1 (0:0) - 10.12 1997 0:1 Babbel 51s                                                                                 |
| Paris Saint-Germain – Beşiktaş JK 2:1 (1:1) - 10.12 1997 1:0 Gava 23, 1:1 Mehmet 37, 2:1 Simone 58                                                    |

| Poz | Klub                | Mecze | Zw | Rem | Por | Pkt | BrZd | BrStr |
| --- | ------------------- | ----- | -- | --- | --- | --- | ---- | ----- |
| 1   | Bayern Monachium    | 6     | 4  | 0   | 2   | 12  | 13   | 6     |
| 2   | Paris Saint-Germain | 6     | 4  | 0   | 2   | 12  | 11   | 10    |
| 3   | Beşiktaş JK         | 6     | 2  | 0   | 4   | 6   | 6    | 9     |
| 4   | IFK Göteborg        | 6     | 2  | 0   | 4   | 6   | 4    | 9     |

### Grupa F
| Sporting CP – AS Monaco 3:0 (2:0) - 17.09 1997 1:0 Océano 4, 2:0 Hadji 8, 3:0 Leandro 65                                                      |
| Bayer 04 Leverkusen – Lierse SK 1:0 (1:0) - 17.09 1997 1:0 Beinlich 40k                                                                       |
| AS Monaco – Bayer 04 Leverkusen 4:0 (1:0) - 01.10 1997 1:0 Henry 30, 2:0 Ikpeba 74, 3:0 Henry 84, 4:0 Ikpeba 90                               |
| Lierse SK – Sporting CP 1:1 (0:0) - 01.10 1997 0:1 Leandro 86, 1:1 Huistra 88                                                                 |
| AS Monaco – Lierse SK 5:1 (1:0) - 22.10 1997 1:0 Henry 34, 2:0 Collins 51, 2:1 van Meir 61, 3:1 Ikpeba 66, 4:1 Trézeguet 88, 5:1 Trézeguet 90 |
| Sporting CP – Bayer 04 Leverkusen 0:2 (0:0) - 22.10 1997 0:1 Beinlich 70, 0:2 Emerson 82                                                      |
| Lierse SK – AS Monaco 0:1 (0:0) - 05.11 1997 0:1 Ikpeba 74                                                                                    |
| Bayer 04 Leverkusen – Sporting CP 4:1 (1:1) - 05.11 1997 1:0 Emerson 16, 1:1 Hadji 44, 2:1 Emerson 73, 3:1 Rink 84, 4:1 Frýdek 90             |
| AS Monaco – Sporting CP 3:2 (0:2) - 26.11 1997 0:1 Luis Miguel 31, 0:2 Océano 38k, 1:2 Trézeguet 66, 2:2 Henry 75, 3:2 Henry 90               |
| Lierse SK – Bayer 04 Leverkusen 0:2 (0:0) - 26.11 1997 0:1 Emerson 54, 0:2 Kirsten 66                                                         |
| Sporting CP – Lierse SK 2:1 (0:1) - 10.12 1997 0:1 Haagdoren 28, 1:1 Ramirez 46, 2:1 Giménez 67                                               |
| Bayer 04 Leverkusen – AS Monaco 2:2 (1:0) - 10.12 1997 1:0 Beinlich 29, 2:0 Meijer 57, 2:1 Pignol 63, 2:2 Henry 81                            |

| Poz | Klub                | Mecze | Zw | Rem | Por | Pkt | BrZd | BrStr |
| --- | ------------------- | ----- | -- | --- | --- | --- | ---- | ----- |
| 1   | AS Monaco           | 6     | 4  | 1   | 1   | 13  | 15   | 8     |
| 2   | Bayer 04 Leverkusen | 6     | 4  | 1   | 1   | 13  | 11   | 7     |
| 3   | Sporting CP         | 6     | 2  | 1   | 3   | 7   | 9    | 11    |
| 4   | Lierse SK           | 6     | 0  | 1   | 5   | 1   | 3    | 12    |

## 1/4 finału
| Bayer 04 Leverkusen – Real Madryt 1:1 i 0:3 1 04.03 1998 1:0 Beinlich 18, 1:1 Karembeu 74 2 18.03 1998 0:1 Karembeu 50, 0:2 Morientes 57, 0:3 Hierro 90k                      |
| Juventus F.C. – Dynamo Kijów 1:1 i 4:1 1 04.03 1998 0:1 Gusin 57, 1:1 Inzaghi 70 2 18.03 1998 1:0 Inzaghi 29, 1:1 Rebrow 54, 2:1 Inzaghi 65, 3:1 Inzaghi 73, 4:1 Del Piero 88 |
| Bayern Monachium – Borussia Dortmund 0:0 i 0:1 (dog) 1 04.03 1998 2 18.03 1998 0:1 Chapuisat 109                                                                              |
| AS Monaco – Manchester United 0:0 i 1:1 1 04.03 1998 2 18.03 1998 1:0 Trézeguet 5, 1:1 Solskjær 53                                                                            |

## 1/2 finału
| Juventus F.C. – AS Monaco 4:1 i 2:3 1 01.04 1998 1:0 Del Piero 34, 2:0 Del Piero 45k, 2:1 da Costa 45, 3:1 Del Piero 62k, 4:1 Zidane 88 2 15.04 1998 1:0 Amoruso 15, 1:1 Leonard 38, 1:2 Henry 50, 2:2 Del Piero 74, 2:3 Špehar 83 |
| Real Madryt – Borussia Dortmund 2:0 i 0:0 1 01.04 1998 1:0 Morientes 25, 2:0 Karembeu 67 2 15.04 1998 |

## Finał
| 20 maja 1998 Amsterdam Amsterdam ArenA (50 000) Real Madryt – Juventus F.C. 1:0 (0:0) Sędzia: Hellmut Krug (Niemcy) Bramki: 1:0 Predrag Mijatović 67 Żółte kartki: Fernando Hierro, Roberto Carlos, Clarence Seedorf, Christian Karembeu / Paolo Montero, Edgar Davids Real Madrid Club de Fútbol (trener Jupp Heynckes): Bodo Illgner – Christian Panucci, Fernando Hierro, Manuel Sanchís Hontiyuelo (kapitan), Roberto Carlos, Christian Karembeu, Clarence Seedorf, Fernando Redondo, Raúl (90 José Amavisca), Predrag Mijatović (89 Davor Šuker), Fernando Morientes (82 Jaime Sánchez Fernández) Juventus Football Club (trener Marcello Lippi): Angelo Peruzzi (kapitan) – Moreno Torricelli, Paolo Montero, Mark Iuliano, Gianluca Pessotto (71 Daniel Fonseca), Angelo Di Livio (46 Alessio Tacchinardi), Didier Deschamps (78 Antonio Conte), Edgar Davids, Zinédine Zidane, Alessandro Del Piero, Filippo Inzaghi |